# 1. Frauen-Fußball-Club Frankfurt 2012-2013
Questa voce raccoglie le informazioni riguardanti la squadra femminile del 1. Frauen-Fußball-Club Frankfurt nelle competizioni ufficiali della stagione 2012-2013.

## Divise e sponsor
Le tenute di gioco riprendono i colori sociali della società, il bianco e il nero. Lo sponsor principale è l'istituto di credito Commerzbank, il fornitore delle tenute Adidas.
| Casa | Trasferta |

## Organigramma societario
Area tecnica
- Allenatore: Sven Kahlert (fino all'11 settembre 2012)
- Allenatore: Philipp Dahm (dal 12 settembre 2012 al 17 aprile 2013)
- Allenatore: Sascha Glass (dal 18 aprile 2013 al 30 giugno 2013)
- Vice allenatore: Philipp Dahm
- Preparatore dei portieri: André Wachter

## Rosa
Rosa, ruoli e numeri di maglia come da sito ufficiale, aggiornato al 14 maggio 2013, integrata dal sito della Federcalcio tedesca (DFB).
| N. |                      | Ruolo | Calciatrice        |
| -- | -------------------- | ----- | ------------------ |
| 1  | Germania (bandiera)  | P     | Nadine Angerer     |
| 3  | Germania (bandiera)  | D     | Valeria Kleiner    |
| 4  | Giappone (bandiera)  | D     | Saki Kumagai       |
| 6  | Germania (bandiera)  | A     | Silvana Chojnowski |
| 7  | Germania (bandiera)  | C     | Melanie Behringer  |
| 8  | Germania (bandiera)  | C     | Kim Kulig          |
| 10 | Germania (bandiera)  | A     | Dzsenifer Marozsán |
| 11 | Germania (bandiera)  | C     | Simone Laudehr     |
| 12 | Germania (bandiera)  | D     | Meike Weber        |
| 13 | Australia (bandiera) | C     | Tameka Butt        |
| 14 | Giappone (bandiera)  | C     | Kozue Andō         |
| 15 | Germania (bandiera)  | C     | Svenja Huth        |
| 17 | Germania (bandiera)  | A     | Jessica Wich       |

| N. |                      | Ruolo | Calciatrice            |
| -- | -------------------- | ----- | ---------------------- |
| 18 | Germania (bandiera)  | C     | Kerstin Garefrekes     |
| 19 | Germania (bandiera)  | A     | Fatmire Bajramaj       |
| 20 | Germania (bandiera)  | D     | Jasmin Herbert         |
| 21 | Svizzera (bandiera)  | A     | Ana-Maria Crnogorčević |
| 22 | Germania (bandiera)  | D     | Babett Peter           |
| 23 | Germania (bandiera)  | D     | Bianca Schmidt         |
| 25 | Germania (bandiera)  | D     | Saskia Bartusiak       |
| 26 | Germania (bandiera)  | P     | Desirée Schumann       |
| 27 | Francia (bandiera)   | A     | Sandrine Brétigny      |
| 28 | Germania (bandiera)  | C     | Sandra Smisek          |
| 30 | Germania (bandiera)  | P     | Anne-Kathrine Kremer   |
| 32 | Danimarca (bandiera) | A     | Lise Munk              |

## Calciomercato

### Sessione estiva
| Acquisti | Acquisti          | Acquisti        | Acquisti   |
| R.       | Nome              | da              | Modalità   |
| -------- | ----------------- | --------------- | ---------- |
| D        | Babett Peter      | Turbine Potsdam | definitivo |
| D        | Bianca Schmidt    | Turbine Potsdam | definitivo |
| C        | Simone Laudehr    | 2001 Duisburg   | definitivo |
| C        | Jessica Wich      | Amburgo         | definitivo |
| A        | Sandrine Brétigny | Olympique Lione | definitivo |

| Cessioni | Cessioni          | Cessioni              | Cessioni                       |
| R.       | Nome              | a                     | Modalità                       |
| -------- | ----------------- | --------------------- | ------------------------------ |
| D        | Gina Lewandowski  | Bayern Monaco         | definitivo                     |
| D        | Ria Percival      | Jena                  | definitivo                     |
| D        | Anne Rheinheimer  | Hoffenheim            | definitivo                     |
| C        | Theresa Panfil    | 1. FFC Francoforte II | aggregata alla squadra riserve |
| A        | Jessica Landström | Djurgården            | definitivo                     |

### Sessione invernale
| Acquisti | Acquisti    | Acquisti      | Acquisti   |
| R.       | Nome        | da            | Modalità   |
| -------- | ----------- | ------------- | ---------- |
| C        | Kozue Andō  | 2001 Duisburg | definitivo |
| C        | Tameka Butt | Brisbane Roar | definitivo |
| A        | Lise Munk   | Brøndby       | definitivo |

| Cessioni | Cessioni    | Cessioni          | Cessioni   |
| R.       | Nome        | a                 | Modalità   |
| -------- | ----------- | ----------------- | ---------- |
| D        | Ali Krieger | Washington Spirit | definitivo |

### Operazioni esterne alle sessioni
| Acquisti | Acquisti | Acquisti | Acquisti |
| R.       | Nome     | da       | Modalità |
| -------- | -------- | -------- | -------- |
|          |          |          |          |

| Cessioni | Cessioni      | Cessioni  | Cessioni   |
| R.       | Nome          | da        | Modalità   |
| -------- | ------------- | --------- | ---------- |
| D        | Sara Thunebro | Tyresö FF | definitivo |

## Risultati

### Frauen-Bundesliga

#### Girone di andata
| Arbitro: | Hussein (Bad Harzburg) |

|                                |           |          |
| Schiewe 70’ (aut.) Laudehr 87’ | Marcatori | 25’ Utes |

| Arbitro: | Stolz (Pritzwalk) |

|                                |           |                      |
| Hoffmann 26’, 61’ Hartmann 72’ | Marcatori | 58’ (rig.) Behringer |

| Arbitro: | Eisenhardt (Holzgerlingen) |

|                                               |           |                                   |
| Wich 5’ Marozsán 24’ Kulig 48’ Garefrekes 82’ | Marcatori | 20’ Knaak 55’ (rig.) Petzelberger |

| Arbitro: | Hussein (Bad Harzburg) |

|           |           |                             |
| Ōgimi 71’ | Marcatori | 59’ Garefrekes 18’ Bajramaj |

| Arbitro: | Söder (Norimberga) |

|              |           |                 |
| Brétigny 17’ | Marcatori | 89’ Wallenhorst |

| Arbitro: | Appelmann (Sörgenloch) |

|  |           |                            |
|  | Marcatori | 10’, 81’ Brétigny 60’ Huth |

| Arbitro: | Heimann (Gladbeck) |

|                  |           |  |
| Crnogorčević 21’ | Marcatori |  |

| Arbitro: | Baitinger (Friesenheim) |

|              |           |                                    |
| Islacker 82’ | Marcatori | 10’ Kulig 35’ Laudehr 49’ Brétigny |

| Arbitro: | Biehl (Siesbach) |

|                                            |           |                                |
| Müller 10’ Jakabfi 29’ Keßler 42’ Popp 90’ | Marcatori | 3’ (aut.) Wensing 34’ Brétigny |

| Arbitro: | Kurtes (Düsseldorf) |

|                                   |           |              |
| Huth 31’, 42’ Garefrekes 39’, 66’ | Marcatori | 71’ Selensky |

| Arbitro: | Illing (Limbach-Oberfrohna) |

|                |           |               |
| Hagen 28’, 46’ | Marcatori | 3’ Garefrekes |

#### Girone di ritorno
| Arbitro: | Hussein (Bad Harzburg) |

|           |           |                |
| Hearn 16’ | Marcatori | 71’ Garefrekes |

| Arbitro: | Biehl (Siesbach) |

|          |           |  |
| Munk 26’ | Marcatori |  |

| Arbitro: | Wozniak (Herne) |

|  |           |                              |
|  | Marcatori | 18’, 79’ Garefrekes 65’ Butt |

| Arbitro: | Kurtes (Düsseldorf) |

|               |           |  |
| Behringer 21’ | Marcatori |  |

| Arbitro: | Elsner (Duisburg) |

|                              |           |                                            |
| Wallenhorst 12’ Claassen 63’ | Marcatori | 5’, 30’, 49’ Garefrekes 13’ Butt 27’ Kulig |

| Arbitro: | Illing (Limbach-Oberfrohna) |

|                                                                   |           |  |
| Peter 19’ Andō 27’, 68’, 90’ Brétigny 49’ Kulig 54’ Bartusiak 75’ | Marcatori |  |

| Arbitro: | Appelmann (Sörgenloch) |

|                                     |           |               |
| Makanza 11’ Höfflin 27’ Leupolz 90’ | Marcatori | 50’ Bartusiak |

| Arbitro: | Söder (Norimberga) |

|                                                                     |           |                 |
| Bartusiak 8’ Butt 27’ Marozsán 63’ (rig.) Crnogorčević 67’ Andō 70’ | Marcatori | 49’, 69’ Müller |

| Arbitro: | Biehl (Siesbach) |

|                              |           |  |
| Garefrekes 15’ Bartusiak 50’ | Marcatori |  |

| Arbitro: | Lohmeyer (Holtland) |

|  |           |                |
|  | Marcatori | 72’ Garefrekes |

| Arbitro: | Hussein (Bad Harzburg) |

|          |           |                      |
| Munk 86’ | Marcatori | 31’ Hagen 41’ Lotzen |

### DFB-Pokal der Frauen
| Arbitro: | Baitinger (Friesenheim) |

|                                       |                      |                                  |
| Wenninger 113’                        | Marcatori            | 91’ Schmidt                      |
| Hagen Lotzen de Pol Cross Lewandowski | Tiri di rigore 5 – 3 | Laudehr Marozsán Kulig Bartusiak |

## Statistiche

### Statistiche di squadra
| Competizione         | Punti | In casa | In casa | In casa | In casa | In casa | In casa | In trasferta | In trasferta | In trasferta | In trasferta | In trasferta | In trasferta | Totale | Totale | Totale | Totale | Totale | Totale | DR  |
| Competizione         | Punti | G       | V       | N       | P       | Gf      | Gs      | G            | V            | N            | P            | Gf           | Gs           | G      | V      | N      | P      | Gf     | Gs     | DR  |
| -------------------- | ----- | ------- | ------- | ------- | ------- | ------- | ------- | ------------ | ------------ | ------------ | ------------ | ------------ | ------------ | ------ | ------ | ------ | ------ | ------ | ------ | --- |
| Frauen-Bundesliga    | 47    | 11      | 9       | 1       | 1       | 29      | 9       | 11           | 6            | 1            | 4            | 23           | 17           | 22     | 15     | 2      | 5      | 52     | 26     | +26 |
| DFB-Pokal der Frauen | -     | -       | -       | -       | -       | -       | -       | 1            | 0            | 1            | 0            | 1            | 1            | 1      | 0      | 1      | 0      | 1      | 1      | 0   |
| Totale               | -     | 11      | 9       | 1       | 1       | 29      | 9       | 12           | 6            | 2            | 4            | 24           | 18           | 23     | 15     | 3      | 5      | 53     | 27     | +26 |

### Andamento in campionato
| Giornata  | 1 | 2 | 3 | 4 | 5 | 6 | 7 | 8 | 9 | 10 | 11 | 12 | 13 | 14 | 15 | 16 | 17 | 18 | 19 | 20 | 21 | 22 |
| --------- | - | - | - | - | - | - | - | - | - | -- | -- | -- | -- | -- | -- | -- | -- | -- | -- | -- | -- | -- |
| Luogo     | C | T | C | T | C | T | C | T | T | C  | T  | T  | C  | T  | C  | T  | C  | T  | C  | C  | T  | C  |
| Risultato | V | P | V | V | N | V | V | V | P | V  | P  | N  | V  | V  | V  | V  | V  | P  | V  | V  | V  | P  |
| Posizione | 4 | 7 | 5 | 2 | 3 | 3 | 3 | 3 | 3 | 3  | 3  | 3  | 3  | 3  | 3  | 3  | 2  | 3  | 2  | 2  | 2  | 3  |

Legenda:

Luogo: C = Casa; T = Trasferta. Risultato: V = Vittoria; N = Pareggio; P = Sconfitta.

### Statistiche delle giocatrici
| Giocatore         | Frauen-Bundesliga | Frauen-Bundesliga | Frauen-Bundesliga | Frauen-Bundesliga | DFB-Pokal der Frauen | DFB-Pokal der Frauen | DFB-Pokal der Frauen | DFB-Pokal der Frauen | Totale   | Totale | Totale      | Totale     |
| Giocatore         | Presenze          | Reti              | Ammonizioni       | Espulsioni        | Presenze             | Reti                 | Ammonizioni          | Espulsioni           | Presenze | Reti   | Ammonizioni | Espulsioni |
| ----------------- | ----------------- | ----------------- | ----------------- | ----------------- | -------------------- | -------------------- | -------------------- | -------------------- | -------- | ------ | ----------- | ---------- |
| N. Angerer        | 18                | -21               | 0                 | 0                 | 1                    | -1                   | 0                    | 0                    | 19       | -22    | 0           | 0          |
| F. Bajramaj       | 4                 | 1                 | 1                 | 0                 | -                    | -                    | -                    | -                    | 4        | 1      | 1           | 0          |
| K. Andō           | 10                | 4                 | 0                 | 0                 | 0                    | 0                    | 0                    | 0                    | 10       | 4      | 0           | 0          |
| S. Bartusiak      | 20                | 4                 | 0                 | 0                 | 1                    | 0                    | 0                    | 0                    | 21       | 4      | 0           | 0          |
| M. Behringer      | 18                | 2                 | 1                 | 0                 | 1                    | 0                    | 0                    | 0                    | 19       | 2      | 1           | 0          |
| S. Brétigny       | 14                | 6                 | 0                 | 0                 | 1                    | 0                    | 0                    | 0                    | 15       | 6      | 0           | 0          |
| T. Butt           | 8                 | 3                 | 0                 | 0                 | -                    | -                    | -                    | -                    | 8        | 3      | 0           | 0          |
| S. Chojnowski     | -                 | -                 | -                 | -                 | -                    | -                    | -                    | -                    | -        | -      | -           | -          |
| A-M. Crnogorčević | 13                | 2                 | 0                 | 0                 | 0                    | 0                    | 0                    | 0                    | 13       | 2      | 0           | 0          |
| K. Garefrekes     | 22                | 13                | 1                 | 0                 | 1                    | 0                    | 0                    | 0                    | 23       | 13     | 1           | 0          |
| L. Gördel         | -                 | -                 | -                 | -                 | -                    | -                    | -                    | -                    | -        | -      | -           | -          |
| J. Herbert        | -                 | -                 | -                 | -                 | -                    | -                    | -                    | -                    | -        | -      | -           | -          |
| S. Huth           | 21                | 3                 | 0                 | 0                 | -                    | -                    | -                    | -                    | 21       | 3      | 0           | 0          |
| V. Kleiner        | -                 | -                 | -                 | -                 | -                    | -                    | -                    | -                    | -        | -      | -           | -          |
| A-K. Kremer       | 0                 | 0                 | 0                 | 0                 | -                    | -                    | -                    | -                    | 0        | 0      | 0           | 0          |
| A. Krieger        | 6                 | 0                 | 1                 | 0                 | 1                    | 0                    | 0                    | 0                    | 7        | 0      | 1           | 0          |
| K. Kulig          | 19                | 4                 | 3                 | 0                 | 1                    | 0                    | 1                    | 0                    | 20       | 4      | 4           | 0          |
| S. Kumagai        | 18                | 0                 | 1                 | 0                 | 1                    | 0                    | 0                    | 0                    | 19       | 0      | 1           | 0          |
| S. Laudehr        | 8                 | 2                 | 1                 | 0                 | 1                    | 0                    | 1                    | 0                    | 9        | 2      | 2           | 0          |
| D. Marozsán       | 18                | 2                 | 1                 | 0                 | 1                    | 0                    | 0                    | 0                    | 19       | 2      | 1           | 0          |
| L. Munk           | 6                 | 2                 | 0                 | 0                 | -                    | -                    | -                    | -                    | 6        | 2      | 0           | 0          |
| T. Panfil         | 2                 | 0                 | 0                 | 0                 | -                    | -                    | -                    | -                    | 2        | 0      | 0           | 0          |
| B. Peter          | 22                | 1                 | 0                 | 0                 | 1                    | 0                    | 0                    | 0                    | 23       | 1      | 0           | 0          |
| B. Schmidt        | 15                | 0                 | 1                 | 0                 | 1                    | 1                    | 0                    | 0                    | 16       | 1      | 1           | 0          |
| C. Schmucker      | 0                 | 0                 | 0                 | 0                 | -                    | -                    | -                    | -                    | 0        | 0      | 0           | 0          |
| D. Schumann       | 4                 | -5                | 0                 | 0                 | 0                    | 0                    | 0                    | 0                    | 4        | -5     | 0           | 0          |
| S. Smisek         | 11                | 0                 | 1                 | 0                 | 1                    | 0                    | 0                    | 0                    | 12       | 0      | 1           | 0          |
| A. Stahl          | -                 | -                 | -                 | -                 | -                    | -                    | -                    | -                    | -        | -      | -           | -          |
| S. Thunebro       | 3                 | 0                 | 0                 | 0                 | 0                    | 0                    | 0                    | 0                    | 3        | 0      | 0           | 0          |
| M. Weber          | 8                 | 0                 | 1                 | 0                 | 0                    | 0                    | 0                    | 0                    | 8        | 0      | 1           | 0          |
| J. Wich           | 15                | 1                 | 1                 | 0                 | 1                    | 0                    | 0                    | 0                    | 16       | 1      | 1           | 0          |